# Исачи (Олт)
Исачи (рум. Isaci) насеље је у Румунији у округу Олт у општини Фађецелу. Oпштина се налази на надморској висини од 338 m.

## Становништво
Према подацима из 2002. године у насељу је живело 271 становника, од којих су сви румунске националности.